# سلامت سیاره
سلامت سیاره یا سلامت سیاره‌ای (به انگلیسی: Planetary health) به «سلامت تمدن بشری و وضعیت سیستم‌های طبیعی که به آن وابسته است» اشاره دارد. در سال ۲۰۱۵، بنیاد راکفلر و لانست این مفهوم را به عنوان بنیاد راکفلر- کمیسیون لانست در مورد سلامت سیاره‌ای راه‌اندازی کردند.